# Edward z Middleham
Edward z Middleham (zm. 31 marca lub9 kwietnia 1484) – syn króla Anglii Ryszarda III Yorka, książę Walii i następca tronu (1483–1484).
Był jedynym dzieckiem Ryszarda i jego małżonki Anny Neville. Dokładna data jego narodzin nie jest znana. Za prawdopodobną przyjmowano rok 1473 lub bardziej konkretnie grudzień tego roku, ale również wiosnę 1476 roku. Podaje się także orientacyjnie, że przyszedł na świat w przedziale lat 1474–1476. Imię otrzymał na pamiątkę swego stryja, panującego wówczas króla Edwarda IV.
Miejscem urodzenia był zamek Middleham, stąd wziął się jego przydomek. Tam też się wychowywał i spędził większość swojego życia. Od niemowlęctwa jego opiekunką była niejaka Jane Collins, natomiast kształceniem zajmował się mistrz Richard Bernall. 15 lutego 1478 roku nadano chłopcu tytuł hrabiego Salisbury, który przeszedł na niego po egzekucji stryja, Jerzego księcia Clarence. Edward był dzieckiem słabego zdrowia, przez co rzadko opuszczał Middleham. Dlatego też nie przybył z matką do Londynu w czerwcu 1483 roku, kiedy jego ojciec objął godność lorda protektora przy małoletnim bratanku Edwardzie V, nie było go też w stolicy, gdy niedługo potem Ryszard przejął tron, a następnie koronował się na króla (6 lipca 1483).
Jeszcze w czerwcu ojciec nadał mu tytuł księcia Kornwalii, zaś 19 lipca 1483 roku, na dzień przed rozpoczęciem objazdu królestwa, godność namiestnika Irlandii, która w dynastii Yorków była zwyczajowo przyznawana następcy tronu. W sierpniu, w trakcie podróży po Anglii, w Warwick monarsza para udzielała audiencji hiszpańskiemu posłowi Graufidiusowi de Sasiola, w trakcie której padła propozycja małżeństwa między ich synem a jedną z infantek, córek Izabeli Kastylijskiej i Ferdynanda Aragońskiego.
Około 19 sierpnia Edward opuścił Middleham, by spotkać się z rodzicami w trakcie ich objazdu. Ze względu na delikatne zdrowie nie podróżował konno, lecz kolaską. W drodze prawdopodobnie zatrzymał się w Yorku, a zapewne 24 sierpnia w Pontefract dołączył do dworu królewskiego. Wówczas to Ryszard III nadał mu tytuły księcia Walii i hrabiego Chester.
Rodzina monarsza 30 lub 31 sierpnia uroczyście wjechała do Yorku, a ciepłe przyjęcie, jakiego doznała, wpłynęło na decyzję króla, by oficjalną inwestyturę syna na księcia Walii zorganizować właśnie w tym mieście. Poprzedzona barwnymi uroczystościami odbyła się 8 września w katedrze i miała wyjątkowo bogatą oprawę, tak że w części Anglii odebrano to wydarzenie jako powtórną koronację Ryszarda III i Anny. 20 września młody książę, wraz z matką, wyruszył w drogę powrotną do Middleham. Obawy związane z długą podróżą i jego zdrowiem sprawiły, że nie przybył do Londynu na święta Bożego Narodzenia 1483 roku.
Oficjalne uznanie Edwarda za następcę tronu zostało uchwalone przez parlament w lutym 1484 roku. W trakcie jego obrad, na specjalnej ceremonii, Ryszard III odebrał od lordów przysięgę uznania syna za władcę w przypadku gdyby coś mu się stało.
Jednak niedługo później książę zmarł. Wedle relacji Kroniki z Croyland miał zachorować podczas pobytu z rodzicami w Nottingham na początku 1484 roku. Podaje się jednak także, iż chorował krótko. Zmarł 31 marca lub 9 kwietnia tego samego roku. Wiadomość o tym dotarła na dwór królewski około połowy miesiąca. Jak zapisano w Kronice z Croyland: „Można było widzieć […] jego ojca i matkę od zmysłów odchodzących po tym nagłym ciosie”. Przypuszczalnie śmierć chłopca została uznana przez część mieszkańców Anglii – szczególnie przeciwników króla – za karę, jaką Bóg wymierzył Ryszardowi III za zamordowanie bratanków, zdetronizowanego Edwarda i jego młodszego brata Ryszarda, a zarazem potwierdzenie, że dopuścił się tego czynu.
Podaje się, że Edward z Middleham był jedynym księciem Walii, który nie został pogrzebany w Londynie. Jednak miejsce jego spoczynku pozostaje kwestią niejasną. Przez dłuższy czas przyjmowano, że prawdopodobnie został pochowany w kościele św. Heleny i Krzyża Świętego w Sheriff Hutton, jeden z zachowanych tam nagrobków traktowano jako jego. Po odrzuceniu tej koncepcji, jako właściwe miejsce pochówku, w oparciu o relację Johna Rousa, wskazywano Middleham, przy czym raczej myślano o kościele kolegiackim w samym mieście, nie zaś o terenie zamku. Za prawdopodobne, lecz bez potwierdzenia w dokumentach, uznaje się także pochowanie go w katedrze w Yorku, przy której Ryszard III planował ufundować kolegium dla stu księży i gdzie być może sam chciał spocząć.

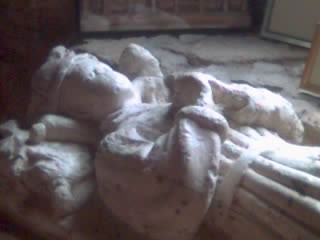
Domniemany grobowiec księcia w Sheriff Hutton